# Preah Palilay
Preah Palilay (in lingua khmer:ប្រាសាទព្រះប៉ាលីឡៃ) è un tempio in Angkor, Cambogia. Si trova entro Angkor Thom, 400 m a nord-ovest del Phimeanakas.

## Storia
La coesistenza di elementi induisti e buddisti e la mancanza di una stele di fondazione o iscrizioni rendono alquanto difficile una datazione precisa del tempio. Generalmente viene attribuito al regno di Jayavarman VIII, ma resta da spiegare come le immagini buddiste possano essere sopravvissute alla violenta reazione iconoclasta anti-buddista che caratterizzò quel periodo.
È possibile sia stato costruito in periodi diversi: il santuario centrale nella prima metà del XII secolo, mentre il gopura, chiaramente buddista, alla fine del regno di Jayavarman VIII, quando il sovrano assunse toni più morbidi nei confronti del buddismo, o poco dopo. Il tempio fu ripulito dalla vegetazione da Henri Marchal nel 1918-19, mentre il gopura fu restaurato secondo il metodo dell'anastilosi da Maurice Glaize nel 1937-38.

## Descrizione
Il tempio vero e proprio è preceduto a est da una terrazza cruciforme, larga 8,5 m e lunga circa 30 m con balaustrate nāga a sette teste in buone condizioni, davanti alla quale si ergono due dvarapala attualmente senza testa e un leone (dei due originali). Una strada rialzata in laterite lunga 33 m la connette all'unico gopura, in arenaria. A lato, davanti al muro di recinzione quadrato in laterite di 50 metri di lato, si trova un altare con una statua del Buddha seduto sul loto alta tre metri, di epoca molto più tarda.
Il gopura offre tre ingressi, il frontone rivolto a est dell'ingresso settentrionale mostra la scena scolpita degli animali che portano offerte al Buddha nel bosco di Parilyaka, dove il Buddha si era ritirato dopo aver lasciato Kosambi. Sembra probabile che l'origine del nome del tempio derivi da un'alterazione di Parilyaka. Anche gli altri frontoni mostrano scene esemplari della vita del Buddha.
Il santuario, in arenaria, sorge su un basamento a tre strati, alto in tutto 6 metri. La sua camera centrale quadrata misura 5 m di lato e si apre ai quattro lati con altrettanti vestiboli. L'ornamentazione classica del santuario, per quanto molto danneggiata, suggerisce che possa risalire alla prima metà del dodicesimo secolo e che sia anteriore al gopura. Anche la caratteristica torre a forma di camino pare essere un'aggiunta posteriore, forse utilizzata per sostenere una copertura in materiale leggero.
Alcune parti dei frontoni decorati sono state asportate a loro salvaguardia, mentre altre sono disposte sul terreno. Le parti visibili mostrano Indra che cavalca l'elefante Airavata e l'assalto dell'armata dei demoni guidata da Mara.
Al giorno d'oggi vicino al tempio c'è un piccolo monastero buddista e non è raro incontrare dei monaci nei suoi pressi.